# Anaspis seposita
Anaspis seposita är en skalbaggsart som beskrevs av Liljeblad 1945. Anaspis seposita ingår i släktet Anaspis och familjen ristbaggar. Inga underarter finns listade i Catalogue of Life.